# Sanders County
Sanders County is een county in de Amerikaanse staat Montana.
De county heeft een landoppervlakte van 7.154 km² en telt 10.227 inwoners (volkstelling 2000). De hoofdplaats is Thompson Falls.